# Maskuning Kulon
Maskuning Kulon is een bestuurslaag in het regentschap Bondowoso van de provincie Oost-Java, Indonesië. Maskuning Kulon telt 4256 inwoners (volkstelling 2010).